# Humljani
Humljani – wieś w Chorwacji, w żupanii virowiticko-podrawskiej, w gminie Čačinci. W 2011 roku liczyła 129 mieszkańców.